# Fox terrier de pèl dur
El Fox terrier de pèl dur és una de les moltes races canines terriers. Es tracta d'un fox terrier i encara que és molt semblant al fox terrier de pèl llis es creu que s'han desenvolupat per separat. El fox terrier de pèl dur és un gos robust i equilibrat amb un pes d'entre 7 i 9,5 kg que no ha de mesurar més de 39,5 cm d'alçada a la creu. El seu pelatge rude és el seu distintiu, amb colors en què predomina la base de blanc amb marques marrons a la cara i a les orelles, així com un "cadira de muntar" de color negre o gran taca de color, pot haver altres marques negres o marrons en el cos.

## Temperament

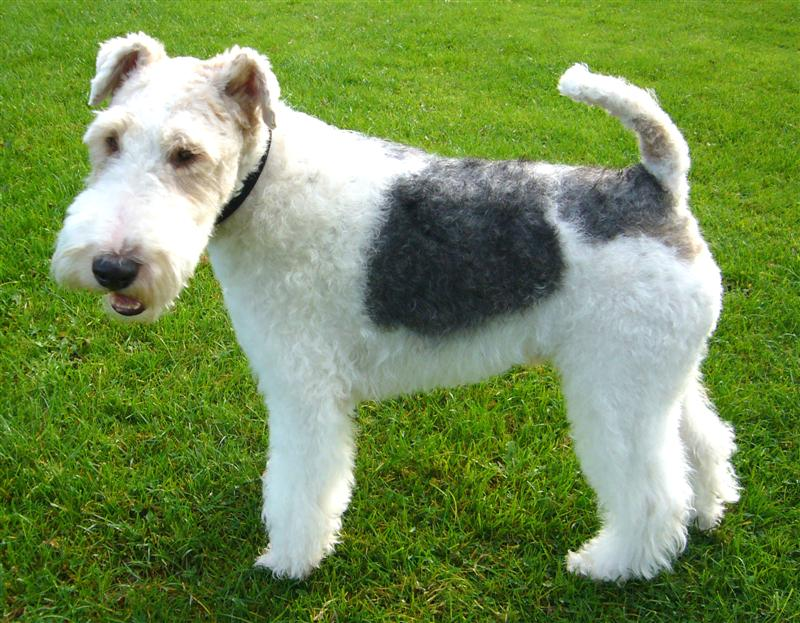
Fox terrier de pèl dur amb pelatge tricolor.

Dues de les distincions dels Fox terrier de pèl dur són la seva energia i la seva intel·ligència. Té un llindar baix per l'avorriment i necessita estímuls, exercici i atenció. És un animal de companyia que requereix una atenció gairebé constant. A la majoria d'ells els agrada nedar.
És un gos que sempre està alerta, és ràpid i es troba preparat per a la resposta, respon ràpidament amb entusiasme, és també amigable, comunicatiu i juganer si rep l'exercici i cura adequats. Criats per pensar pel seu compte, són capaços de realitzar maniobres tàctiques i altres esports canins com l'agility.

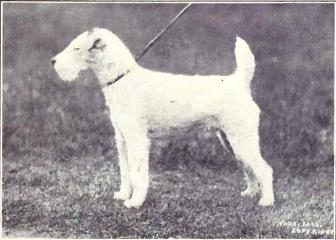
Exemplar del 1915.

Sovint aquests gossos són abandonats per raons com sortir fugint en comptes de venir en donar-los una ordre, perseguir cotxes i bicicletes o atacar a altres animals, (als gats de la casa o a altres gossos), sent capaços de causar greus danys, però aquests són en realitat comportaments normals per a una raça dissenyada per caçar guineus, teixons i senglars, sense més por a una vaca o a un autobús que a una petita presa.
Mantenir un com a mascota requereix un control ferm per redirigir aquests instints de presa, sense deixar de proporcionar-li suficient exercici i diversió. Amb la supervisió diligent, els fox terriers de pèl dur poden ser divertits, excitants i longeus animals de companyia.
Segons la Federació Cinològica Internacional des del 2009 es prohibeix l'amputació de la cua de la raça fox terrier.